# Бельведер-Кампоморо
Бельведер-Кампоморо (фр. Belvédère-Campomoro, корс. Belvideri è Campumoru) — коммуна во Франции, находится в регионе Корсика. Департамент коммуны — Южная Корсика. Входит в состав кантона Сартен. Округ коммуны — Сартен.
Код INSEE коммуны — 2A035.

## Население
Население коммуны на 2008 год составляло 165 человек.
| 1962 | 1968 | 1975 | 1982 | 1990 | 1999 | 2008 |
| ---- | ---- | ---- | ---- | ---- | ---- | ---- |
| 62   | 90   | 82   | 106  | 128  | 135  | 165  |

## Экономика

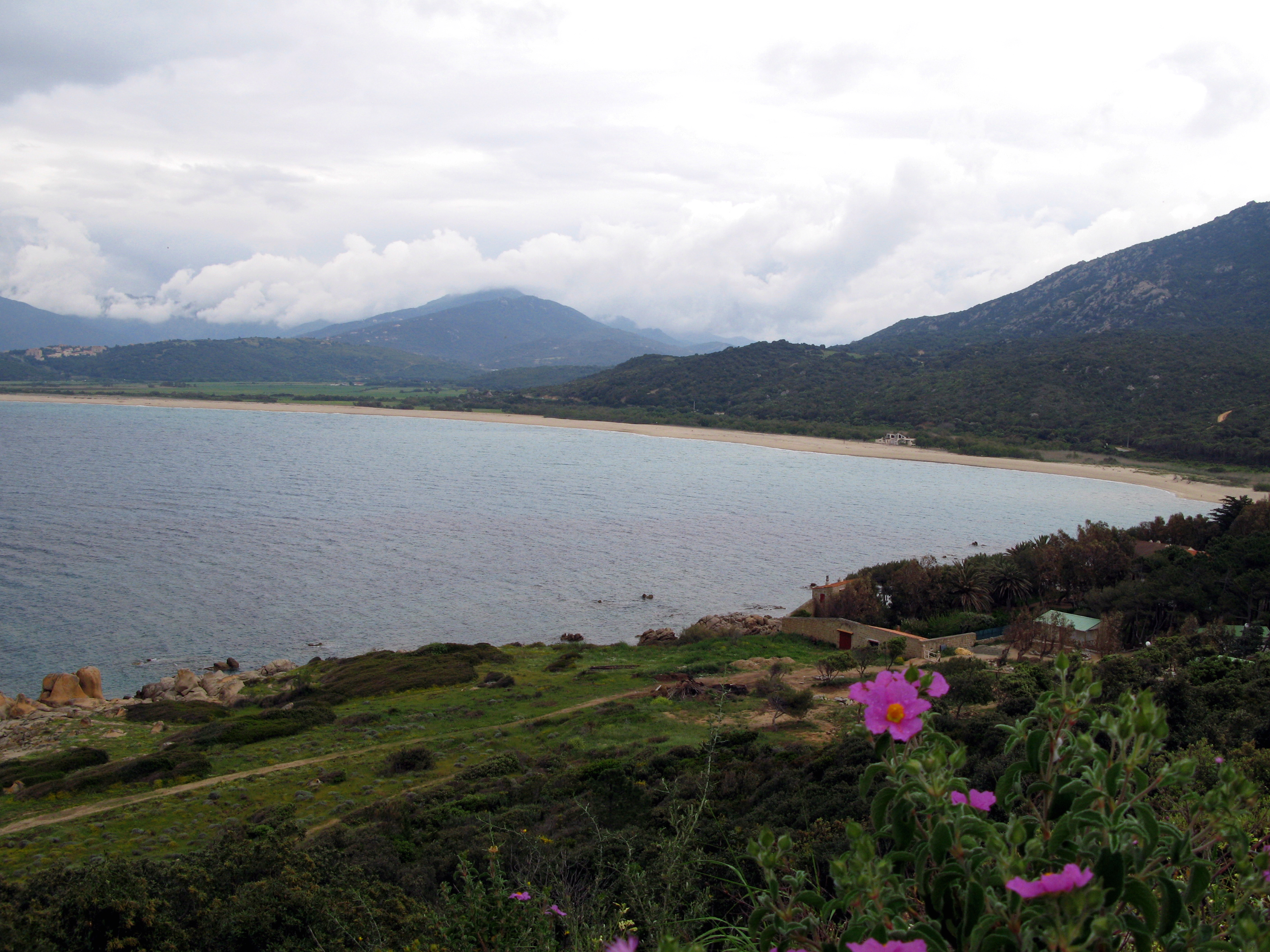
Пляж Кампоморо

В 2007 году среди 103 человек в трудоспособном возрасте (15—64 лет) 69 были экономически активными, 34 — неактивными (показатель активности — 67,0 %, в 1999 году было 46,8 %). Из 69 активных работали 62 человека (37 мужчин и 25 женщин), безработных было 7 (1 человек и 6 женщин). Среди 34 неактивных 5 человек были учениками или студентами, 13 — пенсионерами, 16 были неактивными по другим причинам.
В 2008 году в коммуне насчитывалось 79 облагаемых налогом домохозяйств, в которых проживали 177 человек, медиана доходов составляла 19 645 евро на одного человека.